# Doyen de Manchester

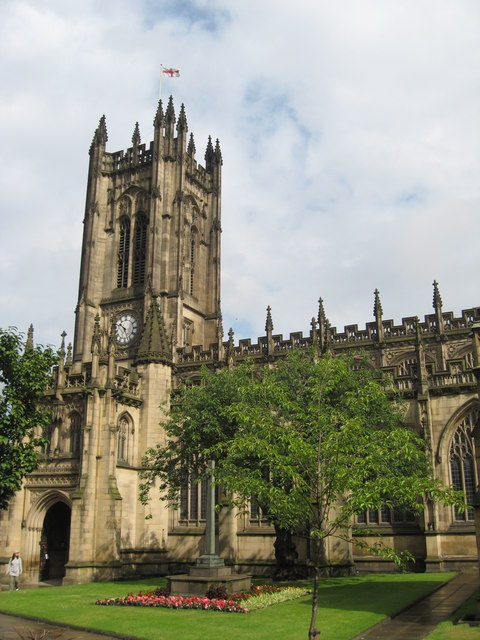
Cathédral de Manchester

Le doyen de Manchester (Dean of Manchester en anglais) est le président primus inter pares du chapitre de chanoines qui dirige la cathédrale de Manchester (Cathedral and Collegiate Church of St Mary, St Denys and St George). Avant 2000, le poste était désigné comme provost, qui était alors l'équivalent d'un doyen dans la plupart des cathédrales anglaises. La cathédrale est l'église mère du diocèse de Manchester et siège de l'évêque de Manchester. Le doyen actuelle est Rogers Govender.

## Liste des doyens
- 1840–1847 William Herbert
- 1847–1872 George Bowers
- 1872–1883 Benjamin Cowie (afterwards Doyen d'Exeter, 1883)
- 1884–1890 John Oakley
- 1890–1906 Edward Maclure
- 1906–1918 James Welldon
- 1918–1920 William Swayne (ensuite Évêque de Lincoln, 1920)
- 1920–1924 Gough McCormick
- 1924–1931 Hewlett Johnson (ensuite Doyen de Canterbury,1931)
- 1931–1948 Garfield Williams
- 1949–1953 Leonard Wilson (ensuite Évêque de Birmingham, 1953)
- 1954–1963 Herbert Jones
- 1964–1983 Alfred Jowett
- 1984–1993 Robert Waddington
- 1993–2005 Ken Riley
- 2005–présent Rogers Govender